# Club dei Foglianti

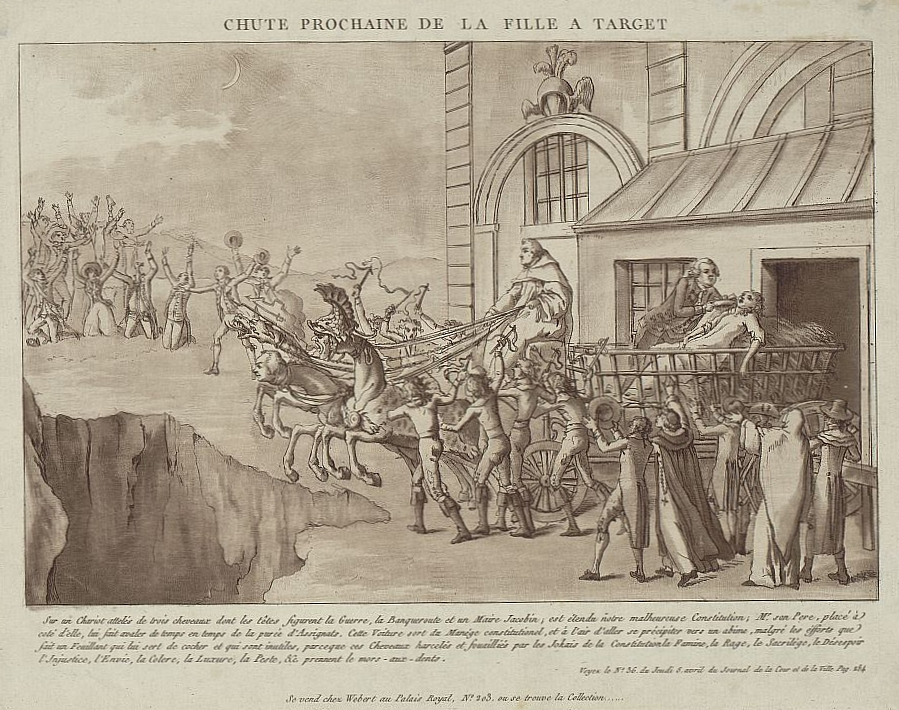
Caricatura contro i Foglianti: per evitare che la sua carrozza vada verso la sala del Maneggio, un cocchiere fogliante si dirige verso l'abisso

Il Club dei Foglianti (in francese Feuillants) fu un'associazione politica francese fondata il 18 luglio 1791 mediante una scissione a destra in senso moderato interna al Club dei Giacobini, fondata sui resti della Società del 1789 dopo la morte di Mirabeau e di gruppi di monarchici riformisti. Si trattava di un Club realista di monarchici costituzionali e aristocratici riformatori.
Il nome ufficiale era Società degli Amici della Costituzione, con sede ai Foglianti, per distinguersi dai Giacobini (Società degli Amici della Costituzione). Il loro nome derivò da quello del loro luogo di riunione, il convento della congregazione cistercense dei Foglianti in Rue Saint-Honoré.
Sotto la guida di Gilbert du Motier de La Fayette e di Jean-Sylvain Bailly, primo presidente della Assemblea Nazionale e poi eletto sindaco di Parigi, tentarono di limitare la rivoluzione allo stato sancito dalla costituzione del 1791.
Lafayette, infatti, fu nominato per acclamazione comandante della Guardia Nazionale ma nel luglio 1791, assieme a Bailly (secondo gli avversari) ordinò alla Guardia Nazionale di aprire il fuoco sulla folla che chiedeva l'abolizione della monarchia. Nel tumulto morirono circa 50 persone e l'episodio, ricordato come il massacro del Campo di Marte, provocò una insanabile frattura fra la componente moderata e quella giacobina della rivoluzione. Essi furono comunque un partito diviso, ad esempio sulla questione della guerra.
Fra i Foglianti si trovavano Antoine Barnave (che teneva i rapporti tra i costituzionali e la famiglia reale dopo la morte di Mirabeau), Adrien Duport, Alexandre de Lameth, Jean Antoine d'Averhoult, Louis Ramond de Carbonnières, Jacques Claude Beugnot, Emmanuel de Pastoret, Louis Stanislas de Girardin (figlio del marchese René-Louis de Girardin, ultimo protettore di Rousseau), Vincent-Marie Viénot de Vaublanc, Mathieu Dumas, Jean Antoine d'Averhoult, François de Jaucourt, Théodore de Lameth, Joseph Vincent Dumolard e il poeta André Chénier.
Inizialmente erano rivoluzionari moderati (centro sinistra). Dopo due mesi ci fu il sopravvento dei giacobini e il ruolo dei foglianti fu molto ridimensionato. Alla caduta della monarchia (10 agosto 1792), persero definitivamente ogni importanza politica. La società si sciolse il giorno dell'abolizione della monarchia, e alcuni suoi membri lasciarono Parigi o la Francia (La Fayette), o si unirono ai Girondini per contrastare i Montagnardi, altri si nascosero finché poterono o finirono ghigliottinati (Barnave, Bailly, Chénier). Nessuno di loro fu eletto alla Convenzione nazionale.
I Foglianti sopravvissuti al Regime del Terrore, confluirono negli anni del Direttorio (1795-1799) - assieme ad alcuni Girondini, ai termidoriani moderati e ad alcuni membri della Pianura - nel Club di Clichy, influente fino al 1797 quando fu sciolto per "realismo". Alcuni sostennero poi Napoleone e divennero dei Costituzionali sotto la Restaurazione: tra essi Viénot de Vaublanc, che passò tra varie fasi e fazioni per poi approdare addirittura agli Ultrarealisti, mentre Lameth sedette sui banchi della sinistra liberale-repubblicana.